# Письмовник (роман)
«Письмовник» — псевдо-эпистолярный роман Михаила Шишкина, вышедший в 2010 году. Написан в течение года в Берлине и Америке. В книге исторически точно (по мемуарам Дмитрия Янчевецкого) описан Китайский поход русской армии в 1900 году. Победитель премии «Большая книга».

## Сюжетные линии
«Письмовник» построен гораздо проще, чем предыдущий роман Шишкина «Венерин волос». Книга является перепиской двух влюблённых:
- Герой (Володя) пишет с далёкой войны: на рубеже XIX и XX веков он участвует в совместном походе русских, американцев, немцев, японцев и французов на Пекин для подавления Ихэтуаньского восстания[6].
- Героиня (Саша) пишет письма отсутствующему любимому в третьей четверти XX века[2]. Подобная тема присутствует и в «Венерином волосe», где Изольда излагает мысли в письмах к Тристану, которого давно у неё нет.

В конце романа встречаются фразы, отсылающие к началу. Например, в самом последнем письме описано, как герой слышит обращенное к себе: «Покажи-ка мне твои мускулы!». Эта же фраза встречается в четвёртом письме героя, где он мечтает о встрече с отцом.

## Тематика
1. Коммуникация между людьми. На первый взгляд роман состоит из писем возлюбленных друг другу. Но это иллюзия, так как письма не соответствуют хронологически, герои «не слышат» друг друга. Согласно определению самого писателя, роман о настоящем понимании, для которого не преграда ни километры, ни годы[7].
2. Роль войны в истории человечества. Для этого Шишкин выбрал давно забытое подавление восстания в Китае, где против китайцев действуют странные союзники: русские, немцы, американцы, австрийцы, французы, японцы, англичане с сипаями. Как определил сам Шишкин в интервью: поход на Пекин в романе — символ всех будущих войн[8].
3. Бессилие слов и их роль. Герой «Письмовника» — молодой писатель, который понял, что слова, даже самые замечательные, — это обман, но объяснить внесловесное можно только словом[9].
4. Человек и время. Как объяснил сам автор в интервью, когда время рассыпается, человек становится человеком. Именно в этот момент начинается «Письмовник», и переписка останавливает распад времени[9].
5. Приобретение опыта. Героиня Саша приобретает опыт длительной жизнью, а Володя остаётся молодым. Но его опыт приближен к смерти, поэтому он быстрее постигает, что главная ценность — не борьба со смертью словом, а простые ценности: человеческое тепло и свет[9].
6. Ценность потери близких как опыта. По словам Шишкина, при создании книги он открыл для себя, что «смерть — это не враг. Это дар, это великое счастье. Особенно смерть близких людей, которых ты любишь. Дар, который помогает тебе понять, кто ты, зачем ты здесь, что задумано тобой, твоим появлением на свет»[10].

## Резонанс
Отзывы на роман в прессе колебались от благожелательных до восторженных; особенно отмечался стилистический уровень автора. В 2011 году роман вошёл в шорт-лист на премию «Книга года» и в шорт-лист претендентов на премию «НОС». В том же году награждён премией «Большая книга», победив в том числе и в «народном голосовании».
В течение первого года после публикации роман был переведён на следующие языки: французский (Париж, 2012), немецкий (Мюнхен: DVA, 2012), норвежский (Осло: Oktober Publishing house, 2011), сербский (Белград: Paideia, 2012), шведский (Стокгольм: Ersatz, 2012), финский (Хельсинки: WSOY, 2012), румынский (Curtea Veche, 2012), арабский, малайский. Позже вышел и английский перевод (Quercus, 2014) .

### Отзывы
- Лев Данилкин: «Сентиментальная коллекция моментов счастья и несчастья, везения и неудачи; сотни нанизанных на местоимение „я“ микроэпизодов. Такая вот, то есть, „войнаимир“: он занят войной, она — любовью, у одного — парадигма смерти, у другой — жизни. <…> То есть „он“ — это коллаж из всех мужчин, „она“ — из всех женщин; роман, таким образом, как бы откатывается к адамическому мифу, к первокниге, к голой схеме бытия. Адам и Ева. <…> В какой-то момент начинаешь осознавать, что эта коммуникативная рамка — ненадежная: не факт, что „я“ и „ты“ обращаются именно друг к другу. И судя по некоторым деталям, которые они сообщают, живут они в разных временах. Она скорее где-то в нашем времени. То есть диалог всего лишь имитируется; эпистолярный роман — но с дефектом: сообщение есть, а коммуникация отсутствует.»[16].
- Мартын Ганин: «За кажущейся элементарностью, почти предельной простотой композиции романа, за уменьшительными суффиксами и придыханиями Шишкин маскирует книгу о двух людях, живших в разные времена, никогда не встречавшихся при жизни, обращающихся не друг к другу, а в пустоту. Они не встречаются (и не встретятся) и после смерти. Единственная встреча Володи и Саши, когда-либо имевшая место, происходит здесь, в книге. Потому что смерть — сильнее любви.»[2].
- Константин Мильчин: «Двое переписывающихся влюбленных потерялись во времени и теперь ищут друг друга. Ты читаешь их письма и пытаешься понять, где кто сейчас. Как? По словам, по языку, по меткам времени. <…> Проза Шишкина — это свет, волшебство и гипноз. Поток берущих за душу образов, филигранно подогнанных друг к другу слов, чистый, без современных примесей, русский язык и сложная задумка автора, где угадывание замысла превращается в особо утонченное удовольствие.»[17].
- Анна Наринская («Коммерсантъ») увидела в романе свидетельство авторского «упоения собственной речью», фетишизации языка при отсутствии нетривиального содержания: в романе «почти ничего нет, кроме мысли про благодатное господство смерти в различных вариантах и языка — пластичного, отточенного, элегантного, заполняющего все оставшиеся пустоты. Михаил Шишкин как будто решил, что всё в жизни лишь средство для составления слов в прекрасные фразы»[18].
- Кирилл Анкудинов: «Переписка: эпистолярные напоминания возлюблённых о былом — милые пустячки, прелестные бытовые деталюшечки, тургеневские росинки на веранде. Два нормальных человека любят друг друга — как будто бы на дворе и впрямь XIX век, времена Майкова и Фета. <…> В сущности, Михаил Шишкин увлечённо занимается в „Письмовнике“ тем же, чем пробавлялся Владимир Сорокин в „Романе“ и подобных экспериментах. Шишкин берёт самые сокровенные, самые неизбывные человеческие ситуации и превращает их в <…> аккуратные стилистические упражнения, в письмо, в наглый башмачкинский письмовник. Для чего? Для того чтобы в десятитысячный раз завести-затянуть уныло-постмодернистское „мир есть текст“?…»[19]

## Постановки
- Весной 2011 года Алексей Ботвинов участвовал в разовой (бенефисной) постановке «Письмовника», которая прошла в московском театре «Школа современной пьесы» и была приурочена к юбилею актрисы Ирины Алфёровой, исполнившей там главную роль.
- 2011 (июнь) — в Одесском академическом украинском музыкально-драматическом театре им. В. Василько Алексеем Ботвиновым была осуществлена постановка спектакля «Письмовник. Элегия». В ролях заняты Евгений Юхновец и Ольга Петровская. Ботвинов сопровождает спектакль фортепианной музыкой С. Рахманинова и А. Скрябина[20][21][22].
- 2011 (22 октября) — премьера спектакля по роману «Письмовник» во МХАТе. В главных ролях заняты Яна Гладких и Александр Голубев[23][24], режиссёр Марина Брусникина[25][26].
- 2014 — Международный Славянский институт им. Г. Р. Державина — спектакль «Письмовник» — дипломный спектакль курса Людмилы Ивановой. Режиссер-постановщик Вероника Исаева.
- 2015 — Санкт-Петербургский театр «Мастерская» (режиссёр — Наталия Лапина)[27].
- 2015 — Московский детский камерный театр кукол. Режиссёр-постановщик лауреат Национальной премии «Золотая маска» Борис Константинов[28].